# ألفارو بورتايلا
ألفارو بورتايلا (بالإسبانية: Álvaro Portilla Suárez)‏ هو لاعب كرة قدم إسباني في مركز الوسط، ولد في 28 أبريل 1986 في مدريد في إسبانيا. لعب مع أتلتيكو مدريد ب وأتلتيكو مدريد ج وأريس تسالونيكي ورايو ماخاداهوندا ونادي سان سباستيان دي لوس رييس ونادي فوينلابرادا.

## وصلات خارجية
- ألفارو بورتايلا على موقع قاعدة بيانات كرة القدم.إي يو (الإنجليزية)
- ألفارو بورتايلا على موقع Soccerway.com (الإنجليزية)
- ألفارو بورتايلا على موقع AS.com (الإسبانية)